# Liste der Naturdenkmäler in Wien/Innere Stadt
Die Liste der Naturdenkmäler in Wien/Innere Stadt listet alle als Naturdenkmal ausgewiesenen Objekte im 1. Wiener Gemeindebezirk Innere Stadt auf. Bei den 11 Naturdenkmälern handelt es sich laut Definition der Stadt Wien um Einzelnaturdenkmäler.

## Naturdenkmäler
| Foto |                 | Name                                                     | ID  | Standort                                                             | Beschreibung | Fläche | Datum      |
| ---- | --------------- | -------------------------------------------------------- | --- | -------------------------------------------------------------------- | --- | ------ | ---------- |
| 1    | Datei hochladen | Japanischer Schnurbaum (Sophora japonica)                | 276 | Wien, Stadtpark KG: Innere Stadt GrStNr: 1343/1 Standort             | |        | 16.12.1941 |
| 1    | Datei hochladen | Kaukasische Flügelnuss (Pterocarya fraxinifolia)         | 280 | Wien, Stadtpark KG: Innere Stadt GrStNr: 1343/1 Standort             | |        | 16.12.1941 |
| 1    | Datei hochladen | Morgenländische Platane (Platanus orientalis)            | 376 | Wien, Volksgarten KG: Innere Stadt GrStNr: 32/1 Standort             | Die Platane hat einen Brustumfang von 3,6 m, eine Höhe von 20 m sowie einen Kronendurchmesser von 20 m und ist für den Volksgarten parkbildbestimmend. |        | 27.02.1951 |
| 1    | Datei hochladen | Persische Parrotie (Parotia persica)                     | 477 | Wien, Schmerlingplatz KG: Innere Stadt GrStNr: 1560/25 Standort      | Die Parrotie ist aufgrund ihrer Seltenheit geschützt. |        | 05.11.1956 |
| 1    | Datei hochladen | Geschlitztblättrige Rotbuche (Fagus sylvatica Laciniata) | 562 | Wien, Rathauspark KG: Innere Stadt GrStNr: 1523/3 Standort           | Die Rotbuche weist einen Stammesdurchmesser von mehr als 80 cm auf und ist eine Seltenheit im Wiener Raum. |        | 03.07.1973 |
| 1    | Datei hochladen | Platane (Platanus x hybrida)                             | 564 | Wien, Rathauspark KG: Innere Stadt GrStNr: 1523/3 Standort           | Dieser Baum mit seiner gesunden Kronenbildung ist gemeinsam mit den anderen Platanen parkbildbestimmend. |        | 03.07.1973 |
| 1    | Datei hochladen | Platane (Platanus x hybrida)                             | 566 | Wien, Rathauspark KG: Innere Stadt GrStNr: 1523/1 Standort           | Dieser Baum mit seiner gesunden Kronenbildung ist gemeinsam mit den anderen Platanen parkbildbestimmend. |        | 03.07.1973 |
| 1    | Datei hochladen | Platane (Platanus x hybrida)                             | 567 | Wien, Rathauspark KG: Innere Stadt GrStNr: 1523/1 Standort           | Dieser Baum mit seiner gesunden Kronenbildung ist gemeinsam mit den anderen Platanen parkbildbestimmend. |        | 03.07.1973 |
| 1    | Datei hochladen | Ginkgobaum (Ginkgo biloba)                               | 569 | Wien, Stadtpark KG: Innere Stadt GrStNr: 1343/1 Standort             | Bei der Spezies Ginkgo handelt es sich um eine Rarität in unserem Raum. |        | 03.07.1973 |
| 1    | Datei hochladen | Morgenländische Platane (Platanus orientalis)            | 726 | Wien, Singerstraße 11 KG: Innere Stadt GrStNr: 847 Standort          | Es handelt sich um eine Platane mit einem Stammumfang von 250 cm, einem Kronendurchmesser von ca. 10 m, einer geschätzten Höhe von 16 m und einem Alter von mehr als 250 Jahren. Sie hat auch einen kulturhistorischen Wert, der sich daraus ergibt, das ein Teil des Gitters des 1735 aufgelassenen Friedhofs bei St. Stephan eingewachsen ist. |        | 20.10.1987 |
| 1    | Datei hochladen | Platane (Platanus x hybrida)                             | 756 | Wien, Dr.-Karl-Lueger-Platz KG: Innere Stadt GrStNr: 790/77 Standort | Die Platane wurde 1928, zwei Jahre nach Aufstellung des Karl Lueger-Denkmals von Berta Schirrer und Rudolf Konopa gepflanzt. Schirrers Urenkel regten die Unterschutzstellung an. |        | 26.04.1994 |
| 1    | Datei hochladen | Wald von Náchod                                          | 862 | Wien, Burggarten KG: Innere Stadt GrStNr: 12 Standort                | Es handelt sich um versteinerte ca. 280 Mio. Jahre alte Baumstämme, die bei der Gestaltung des Burggartens aus der Gegend von Náchod (Böhmen) hierhergebracht wurden. |        | 12.06.2023 |

## Ehemalige Naturdenkmäler
| Foto |                 | Name                                 | ID  | Standort                                                   | Beschreibung                                                                                                  | Fläche | Datum      |
| ---- | --------------- | ------------------------------------ | --- | ---------------------------------------------------------- | --- | ------ | ---------- |
| 1    | Datei hochladen | Tulpenbaum (Liliodendron tulipifera) | 561 | Wien, Rathauspark KG: Innere Stadt GrStNr: 1523/3 Standort | Der Tulpenbaum ist ein gesundes Einzelexemplar und auch aufgrund seiner Seltenheit in Wiener Parks geschützt. |        | 03.07.1973 |

| Foto:                    | Fotografie des Naturdenkmals. Klicken des Fotos erzeugt eine vergrößerte Ansicht. Daneben finden sich zwei Symbole: \| Weitere Bilder vorhanden \| Das Symbol bedeutet, dass weitere Fotos des Objekts verfügbar sind. Durch Klicken des Symbols werden sie angezeigt. \| \| Eigenes Foto hochladen \| Durch Klicken des Symbols können weitere Fotos des Objekts in das Medienarchiv Wikimedia Commons hochgeladen werden. \| |
| Name:                    | Bezeichnung des Naturdenkmals laut offiziellen Quellen |
| ID                       | Identifikator |
| Standort:                | Es ist die Gemeinde und falls vorhanden die Adresse angegeben. Darunter sind die Katastralgemeinde (KG) und die Grundstücksnummer angeführt. Durch Aufruf des Links Standort wird die Lage des Denkmals in verschiedenen Kartenprojekten angezeigt. |
| Beschreibung             | Kurze Beschreibung des Naturdenkmals |
| Fläche                   | Fläche des Naturdenkmals in Hektar (ha) |
| Datum                    | Datum oder Jahr der Unterschutzstellung |
| Weitere Bilder vorhanden | Das Symbol bedeutet, dass weitere Fotos des Objekts verfügbar sind. Durch Klicken des Symbols werden sie angezeigt. |
| Eigenes Foto hochladen   | Durch Klicken des Symbols können weitere Fotos des Objekts in das Medienarchiv Wikimedia Commons hochgeladen werden. |